# Nederlandse Spellenprijs
Il Nederlandse Spellenprijs ("Premio olandese del gioco") è un riconoscimento conferito al miglior gioco da tavolo pubblicato nei Paesi Bassi, creato come risultato del crescente interesse per i giochi nei Paesi Bassi e nel Belgio di lingua olandese. Il premio è stato istituito nel 2001.
La cerimonia di premiazione si svolge ogni anno in ottobre presso la fiera di gioco Spellspektakel di Eindhoven.
Il premio viene assegnato da una giuria composta da giornalisti e webmaster. L'obiettivo è far conoscere i giochi al grande pubblico. Ci sono 5-10 nominati e un unico vincitore.
L'elenco dei giochi candidati al premio è annunciato a luglio, e possono concorrere al premio i giochi da tavolo pubblicati nei Paesi Bassi dal 1º giugno dell'anno precedente fino al 31 maggio dell'anno corrente.

## Cronologia del premio
Dal 2001 al 2011, il gioco vincitore del Nederlandse Spellenprijs è stato deciso da un voto pubblico; ogni estate, una giuria di professionisti ha determinato una lista di giochi candidati, composta da quei giochi considerati i migliori dell'anno. Successivamente, gli appassionati hanno scelto il loro gioco dell'anno da questa lista, che veniva nominato gioco vincitore del premio.
Dal 2012, il vincitore del premio è scelto dalla giuria.
A partire dal 2013 la giuria del Nederlandse Spellenprijs assegna i premi in due categorie: il premio principale viene denominato Nederlandse Spellenprijs – Familie (categoria Giochi per famiglie), a cui viene aggiunto il premio Nederlandse Spellenprijs – Experts (categoria giochi per esperti).
A partire dal 2020 salgono a tre le categorie di giochi premiati: viene assegnato anche il Nederlandse Spellenprijs – Kenners (categoria giochi per conoscitori).
I giochi per famiglie sono adatti ad un grande pubblico, compresi i bambini a partire da 8 anni, i giochi per conoscitori offrono sfide maggiori e i giochi per esperti sono adatti a giocatori con ancora più esperienza di gioco.

## I vincitori

### Premio per famiglie (Nederlandse Spellenprijs - Familie)
Fino al 2012 il premio era semplicemente denominato Nederlandse Spellenprijs.
| Anno | Gioco                 | Autore                                                   | Editore                                   |
| ---- | --------------------- | -------------------------------------------------------- | ----------------------------------------- |
| 2001 | Citadels              | Bruno Faidutti                                           | Machiavelli, Millennium                   |
| 2002 | Cartagena             | Leo Colovini                                             | Identity Games, Winning Moves, Tilsit     |
| 2003 | Puerto Rico           | Andreas Seyfarth                                         | Ravensburger, Tilsit                      |
| 2004 | Maharaja              | Wolfgang Kramer, Michael Kiesling                        | Phalanx Games, Asmodée                    |
| 2005 | De ontembare stad     | Hans van Tol                                             | The Game Master                           |
| 2006 | Caylus                | William Attia                                            | Ystari Games, Quined & White Goblin Games |
| 2007 | I Principi di Firenze | Wolfgang Kramer, Richard Ulrich, Jens Christopher Ulrich | QWG Games                                 |
| 2008 | Cuba                  | Michael Rieneck, Stefan Stadler                          | The Game Master                           |
| 2009 | Agricola              | Uwe Rosenberg                                            | 999 Games                                 |
| 2010 | Alta tensione         | Friedemann Friese                                        | 2F-Spiele                                 |
| 2011 | Hansa Teutonica       | Andreas Steding                                          | 999 Games                                 |
| 2012 | Lancaster             | Matthias Cramer                                          | Queen Games                               |
| 2013 | King of Tokyo         | Richard Garfield                                         | Iello                                     |
| 2014 | Qwixx                 | Steffen Benndorf                                         | White Goblin Games                        |
| 2015 | Splendor              | Marc André                                               | Space Cowboys, Asmodee                    |
| 2016 | Adventure Land        | Michael Kiesling, Wolfgang Kramer                        | HABA                                      |
| 2017 | La Casa dei Sogni     | Klemens Kalicki                                          | Chronicle Games                           |
| 2018 | Azul                  | Michael Kiesling                                         | Next Move                                 |
| 2019 | Welcome to...         | Benoit Turpin                                            | Jumping Turtle Games                      |
| 2020 | Insalata di Punti     | Molly Johnson, Robert Melvin, Shawn Stankewich           | White Goblin Games                        |

### Premio per conoscitori (Nederlandse Spellenprijs - Kenners)
| Anno | Gioco                                    | Autore      | Editore   |
| ---- | ---------------------------------------- | ----------- | --------- |
| 2020 | The Crew: Alla Scoperta del Pianeta Nove | Thomas Sing | 999 Games |

### Premio per esperti (Nederlandse Spellenprijs - Experts)
| Anno | Gioco                            | Autore                           | Editore            |
| ---- | -------------------------------- | -------------------------------- | ------------------ |
| 2013 | Terra Mystica                    | Jens Drögemüller, Helge Ostertag | Filosofia          |
| 2014 | Le Leggende di Andor             | Michael Menzel                   | Kosmos             |
| 2015 | Concordia                        | Mac Gerdts                       | PD Games           |
| 2016 | Sulle Tracce di Marco Polo       | Simone Luciani, Daniele Tascini  | 999 Games          |
| 2017 | Orléans                          | Reiner Stockhausen               | White Goblin Games |
| 2018 | Gaia Project                     | Jens Drögemüller, Helge Ostertag | White Goblin Games |
| 2019 | Raiders of the North Sea         | Shem Phillips                    | White Goblin Games |
| 2020 | Architetti del Regno Occidentale | Shem Phillips                    | White Goblin Games |